# Sweet Home Alabama (película)
Sweet Home Alabama es una película estadounidense de 2002, dirigida por Andy Tennant. Protagonizada por Reese Witherspoon, Josh Lucas y Patrick Dempsey en los papeles principales.
Ganadora del premio Teen Choice Award 2003 a la Mejor película de comedia; y 
Mejor actuación (Reese Witherspoon y Josh Lucas). 
Ganadora del premio BMI 2003 a la Mejor música de película (George Fenton)

## Argumento
Melanie Carmichael (Reese Witherspoon), diseñadora de modas en Nueva York, se compromete con el hijo de la alcaldesa, Kate Hennings (Candice Bergen), y en consecuencia tiene que regresar a su pueblo de origen para obligar a su marido, Jake Perry (Josh Lucas) a que le firme el divorcio. Allí recuerda su antigua vida y revive el amor por su marido y por sus raíces, los cuales había abandonado y olvidado.

## Crítica
En Rotten Tomatoes, con 159 críticas, al 2019 el film alcanzaba una nota del 38%. Mary Katharine Ham opinó que la película exitosamente muestra la corresponsabilidad matrimonial y elogió al personaje Lurlynn (interpretada por Melanie Lynskey).

## Reparto
- Reese Witherspoon - Melanie Smooter-Perry
- Josh Lucas - Jake Perry
- Patrick Dempsey - Andrew Hennings
- Candice Bergen - Kate Hennings
- Mary Kay Place - Pearl Smooter
- Fred Ward - Earl Smooter
- Jean Smart - Stella Kay Perry
- Ethan Embry - Bobby Ray
- Melanie Lynskey - Lurlynn
- Courtney Gains - Sheriff Wade
- Mary Lynn Rajskub - Dorothea
- Rhona Mitra - Tabatha Wadmore-Smith
- Nathan Lee Graham - Frederick Montana
- Kevin Sussman - Barry Lowenstein
- Thomas Curtis - Jake adolescente
- Dakota Fanning - Melanie de adolescente.

## Música
| N.º | Título                                              | Música           | Duración |  |
| 1.  | «Sweet Home Alabama»                                | Jewel            | 3:43     |  |
| 2.  | «Mine All Mine»                                     | SHeDAISY         | 3:55     |  |
| 3.  | «Falling Down»                                      | Avril Lavigne    | 3:54     |  |
| 4.  | «Gonna Make You Love Me»                            | Ryan Adams       | 2:36     |  |
| 5.  | «To Think I Used to Love You (DJ Homicide Remix)»   | Uncle Kracker    | 3:26     |  |
| 6.  | «Keep Your Hands to Yourself»                       | The Calling      | 3:06     |  |
| 7.  | «Bring On the Day»                                  | Charlotte Martin | 4:33     |  |
| 8.  | «Long Gone Lonesome Blues»                          | Sheryl Crow      | 2:55     |  |
| 9.  | «You Got Me»                                        | Jason Chain      | 3:44     |  |
| 10. | «Now That I Know»                                   | Shannon McNally  | 4:44     |  |
| 11. | «Marry Me»                                          | Dolly Parton     | 3:15     |  |
| 12. | «Weekend Song»                                      | Freestylers      | 3:58     |  |
| 13. | «Felony Melanie - Sweet Home Alabama Suite (score)» | George Fenton    | 5:02     |  |